# Knooppunt Maanderbroek
Het Knooppunt Maanderbroek is een knooppunt in de Nederlandse provincie Gelderland dat werd geopend in 2004.
Op dit trompetknooppunt ten zuidwesten van Ede sluit de A30 aan op de A12.
Een bijzonderheid aan dit knooppunt is dat de rijbanen in noordelijke richting elkaar eerst kruisen en dan pas op elkaar aansluiten, normaal sluiten deze direct op elkaar aan. Een vergelijkbare situatie is te vinden bij knooppunt Klaverpolder.

## Richtingen knooppunt
| Aansluitende wegen                               | Aansluitende wegen | Aansluitende wegen            | Aansluitende wegen | Aansluitende wegen                                |
| ------------------------------------------------ | ------------------ | ----------------------------- | ------------------ | ------------------------------------------------- |
| richting Veenendaal / Utrecht / Gouda / Den Haag |                    | richting Lunteren / Barneveld |                    |                                                   |
|                                                  |                    |                               |                    |                                                   |
|                                                  |                    |                               |                    |                                                   |
|                                                  |                    |                               |                    |                                                   |
|                                                  |                    |                               |                    | richting Ede / Arnhem / Zevenaar / Oberhausen (D) |

Almere · Amstel · Arnestein · Assen · Azelo · Badhoevedorp · Bankhoef · Batadorp · Beekbergen · Benelux · Beverwijk · Bodegraven ·  Boterdiep ·  Buren · Burgerveen · Coenplein · De Baars · De Hoek · De Hogt · De Nieuwe Meer · De Poel · De Punt · De Stok · Deil · Diemen · Drachten · Drie Klauwen · Eemnes · Ekkersweijer · Emmeloord · Empel · Euvelgunne · Everdingen · Ewijk · Galder · Gooimeer · Gorinchem · Gouwe · Grijsoord · Hattemerbroek · Heerenveen · Hellegatsplein · Het Vonderen · Hintham · Hoevelaken · Hofvliet · Holendrecht · Holsloot · Hoogeveen · Hooipolder · IJmuiden (niet officieel) · Joure · Julianaplein · Kerensheide · Kethelplein · Klaverpolder · Kleinpolderplein · Kooimeer · Kruisdonk · Kunderberg · Lankhorst · Leenderheide · Lunetten · Maanderbroek · Markiezaat · Muiderberg · Neerbosch · Noordhoek · Ommedijk · Oud-Dijk · Oudenrijn · Paalgraven · Princeville · Prins Clausplein · Raasdorp ·  Reitdiep ·  Ressen · Ridderkerk · Rijkevoort · Rijnsweerd · Rottepolderplein · Rozenburg · Sabina · Sint-Annabosch · Stelleplas · Slufter · Ten Esschen · Terbregseplein · Tiglia · Vaanplein · Valburg · Velperbroek · Velsen · Vlaardingen · Vught · Waterberg · Watergraafsmeer · Werpsterhoek · Westerlee · Ypenburg · Zaandam · Zaarderheiken · Zonzeel · Zoomland · Zuidbroek · Zurich

Geplande knooppunten:
De Liemers · Zestienhoven

Voormalige knooppunten:
Bocholtz · Ekkersrijt · Europaplein (Groningen) · Europaplein (Maastricht) · Lindenholt